# Vidrare
Vidrare (bulgariska: Видраре) är ett distrikt i Bulgarien.   Det ligger i kommunen obsjtina Pravets och regionen Sofijska oblast, i den centrala delen av landet, 60 km nordost om huvudstaden Sofia.
Omgivningarna runt Vidrare är en mosaik av jordbruksmark och naturlig växtlighet. Runt Vidrare är det ganska glesbefolkat, med 32 invånare per kvadratkilometer.